# Bulgaroniscus gueorguievi
Bulgaroniscus gueorguievi är en kräftdjursart som beskrevs av Albert Vandel 1965. Bulgaroniscus gueorguievi ingår i släktet Bulgaroniscus och familjen Trichoniscidae. Inga underarter finns listade i Catalogue of Life.